# (26723) 2001 HE8
(26723) 2001 HE8 est un astéroïde de la ceinture principale d'astéroïdes découvert en 2001.

## Description
(26723) 2001 HE8 a été découvert le 18 avril 2001 à l'observatoire de Kitt Peak, situé dans l'Arizona (États-Unis), par le projet Spacewatch de l’université de l'Arizona.

### Caractéristiques orbitales
L'orbite de cet astéroïde est caractérisée par un demi-grand axe de 2,32 UA, un périhélie de 1,73 UA, une excentricité de 0,25 et une inclinaison de 1,03° par rapport à l'écliptique. Du fait de ces caractéristiques, à savoir un demi-grand axe compris entre 2 et 3,2 UA et un périhélie supérieur à 1,666 UA, il est classé, selon la JPL Small-Body Database, comme objet de la ceinture principale d'astéroïdes.

### Caractéristiques physiques
(26723) 2001 HE8 a une magnitude absolue (H) de 15,8 et un albédo estimé à 0,035.